# Tamara Gorro
Tamara Gorro Núñez (Segovia, 18 de enero de 1987) es una tertuliana y modelo española. Su popularidad surgió a raíz de participar como pretendiente y más tarde tronista en el dating show Mujeres y Hombres y Viceversa; desde entonces ha colaborado y presentado diversos programas de televisión.

## Biografía
Tamara nació en Móstoles el 18 de enero de 1987. Con 21 años fue Miss Segovia 2008 en el certamen de belleza Miss España 2008. Apareció por primera vez en televisión en 2008 en el popular programa de Telecinco Mujeres y hombres y viceversa donde fue tronista eligiendo finalmente a Rafa Mora con quien terminó a posteriori criticándose mutuamente por los platós de televisión. Tras verse el carisma de la joven segoviana, fue elegida para colaborar en ¡Guaypaut! presentado por Carmen Alcayde donde demostró su desparpajo ante las cámaras sabiendo así que lo suyo sería el mundo de la televisión.
En 2010, mientras colaboraba en programas como ¡Qué tiempo tan feliz!, Mujeres y Hombres y Viceversa o Sálvame fue seleccionada para participar en El Reencuentro junto a Oliver. Ese mismo año participa en el programa Adopta un famoso.
Un año después, en 2011, participa en Supervivientes, junto a Kiko Rivera, Sonia Monroy o Aída Nízar, donde acaba abandonando por motivos de salud. Entre 2010 y 2011 se convirtió en colaboradora del programa Enemigos íntimos, el cual abandonó antes de su cancelación. Además tuvo un papel en la serie de sketches Becarios. También ha sido colaboradora de otros programas como De buena ley presentado por Sandra Barneda,  Abre los ojos y mira,  Resistiré, ¿vale?,  Vuélveme loca y  La Noria con Jordi González en cabeza, todos ellos de Telecinco. En enero del 2012 fue premiada con el Balón Rosa de Oro 2011 por el diario deportivo Sport, premio que es entregado a las mujeres más guapas de los futbolistas.
En 2013, participa en el concurso de saltos de Telecinco, ¡Mira quién salta!, donde fue expulsada la primera semana tras ser de las menos puntuadas. Ese mismo año hace de reportera en la radio, en Happy FM.
Desde 2013 hasta 2014 se convierte, tras la expulsión de Miriam Sánchez y Pipi Estrada, en asesora del amor esporádica de Mujeres y Hombres y Viceversa, pero lo deja cuando se traslada a vivir a Rusia junto a su marido Ezequiel Garay, donde comienza a desfilar en pasarelas, así retomando su trabajo como modelo. Ha posado en varias ocasiones en la revista Interviú, y ha sido portada en Primera Línea y ASMagazine.
Debutó como presentadora en las galas de Nochebuena y Nochevieja, La noche en Paz, en 2014, junto a Joaquín Prat y Paz Padilla. Al siguiente año continuó su labor de presentadora para el mismo espacio, donde además participaba en varios sketches. En ese mismo año sacó al mercado, junto a su marido, su propia línea de ropa, llamada "Gogga".
En 2016 logra ser presentadora del programa deportivo ruso Mis reglas en Match TV, la cadena de televisión deportiva más popular de Rusia. Ese mismo año comienza a diseñar vestidos de fiesta, y abre un canal en YouTube donde trata aspectos de su vida diaria. Además, gracias al fichaje de su marido en el Valencia Club de Fútbol, comenzó a colaborar en el programa radiofónico Partido a partido.
El 19 de septiembre de 2017 se publica un libro titulado "Ser feliz no es gratis. Pero tampoco cuesta tanto" de la Editorial Planeta.
Desde mediados de 2018 presenta, dirige y produce el programa Un like para... en Be Mad, un formato en el que se sentará cada semana con personas de diferentes ámbitos como Albert Rivera o Pastora Soler para conocer su lado más personal.
En 2020 aparece esporádicamente en el programa Viajeros Cuatro, dónde enseñó parte de la flora de Valencia.
Desde 2022, colabora en el programa Y ahora Sonsoles, magacín presentado por Sonsoles Ónega y producido por Atresmedia Televisión.

## Vida personal
Desde 2010 mantiene una relación con el futbolista Ezequiel Garay. Tras dos años de relación, contrajeron matrimonio el 24 de junio de 2012 en la localidad madrileña de Alcalá de Henares.
En 2014, se traslada junto a su marido a Rusia por razones de trabajo. En abril de 2015 confirman a través de Twitter que van a ser padres, por lo que más tarde aparece en el plató de Sálvame Deluxe para explicar que van a tener al bebé mediante gestación subrogada. El 11 de octubre, en el estado de Nevada, Estados Unidos, nace la primera hija de la pareja, llamada Shaila. En abril de 2017 la pareja anuncia que están esperando su primer hijo biológico.

El 15 de diciembre de ese año, Tamara da a luz a su segundo hijo en Valencia, llamado Antonio. En junio de 2018, se casa con Ezequiel Garay por segunda vez en Maldivas. En enero de 2022 anunciaron su separación a través de las redes sociales.
En junio de 2022 anuncian su reconciliación, pero finalmente el matrimonio ponía punto final divorciándose en diciembre de 2022.

## Trayectoria

### Programas de televisión
| Año             | Título                           | Cadena              | Notas                                              |
| --------------- | -------------------------------- | ------------------- | -------------------------------------------------- |
| 2008            | Guaypaut                         | Telecinco           | Participante                                       |
| 2009 - 2014     | Mujeres y Hombres y Viceversa    | Telecinco           | Participante (2009) Asesora del amor (2010 - 2014) |
| 2010            | Adopta un famoso                 | La Siete            | Participante                                       |
| 2010 - 2011     | Enemigos íntimos                 | Telecinco           | Colaboradora                                       |
| 2010 - 2011     | Resistiré, ¿vale?                | Telecinco           | Colaboradora                                       |
| 2010 - 2013     | Sálvame Deluxe                   | Telecinco           | Colaboradora                                       |
| 2010 - 2013     | De buena ley                     | Telecinco           | Colaboradora                                       |
| 2010 - 2017     | ¡Qué tiempo tan feliz!           | Telecinco           | Colaboradora                                       |
| 2011            | Sálvame                          | Telecinco           | Colaboradora                                       |
| 2011            | El Reencuentro                   | Telecinco           | Concursante - 3ª expulsada                         |
| 2011            | Supervivientes                   | Telecinco           | Concursante - Abandono                             |
| 2012            | Vuélveme loca                    | La Siete            | Copresentadora                                     |
| 2012 - 2013     | El mánager                       | TV Canaria/La Siete | Colaboradora                                       |
| 2013            | ¡Mira quién salta!               | Telecinco           | Concursante - 4ª expulsada                         |
| 2013 - 2014     | Abre los ojos y mira             | Telecinco           | Colaboradora                                       |
| 2014 - 2016     | La noche en Paz                  | Telecinco           | Presentadora                                       |
| 2014 - 2017     | Supervivientes: El Debate        | Telecinco           | Colaboradora                                       |
| 2016            | Mis reglas                       | Match TV            | Presentadora                                       |
| 2017            | Sábado Deluxe                    | Telecinco           | Invitada                                           |
| 2018            | Un like para...                  | Be Mad              | Presentadora                                       |
| 2018 - 2019     | Espejo público                   | Antena 3            | Colaboradora                                       |
| 2021            | Mask Singer: adivina quién canta | Antena 3            | Participante                                       |
| 2022 - presente | Y ahora Sonsoles                 | Antena 3            | Colaboradora                                       |
| 2023 - 2024     | YAS Verano                       | Antena 3            | Colaboradora                                       |

### Series de televisión
| Año         | Título   | Cadena   | Personaje | Notas       |
| ----------- | -------- | -------- | --------- | ----------- |
| 2010 - 2011 | Becarios | La Siete | Tamara    | 6 episodios |

### Programas de radio
| Año         | Título            | Emisora  | Notas        |
| ----------- | ----------------- | -------- | ------------ |
| 2013        | HappyFM           | Happy FM | Colaboradora |
| 2016 - 2017 | Partido a partido | Radioset | Colaboradora |

## Obras publicadas
- Gorro, Tamara (2017). Ser feliz no es gratis. Pero tampoco cuesta tanto. Editorial Planeta. ISBN 9788427043541.
- Gorro, Tamara (2019). Rendirse, nunca. Ediciones Martínez Roca. ISBN 9788427045361.[25]
- Gorro, Tamara (2020). Entre sentimientos. HarperCollins. ISBN 9788491394716.
- Gorro, Tamara (2022). Cuando el corazón llora. HarperCollins. ISBN 9788491394716.
- Gorro, Tamara (2023). La princesa y la mariposa. HarperCollins. ISBN 9788491394716.